# Onoguris
Onoguris, chamada Estefanópolis no período bizantino, era uma cidade em Lázica (na atual Geórgia Ocidental, possivelmente localizada na vila moderna de Cuntsi), registrada pelo historiador bizantino Agátias em sua narração da Guerra Lázica entre o Império Bizantino e o Império Bizantino. Sua localização exata ainda está em estudo.

## História

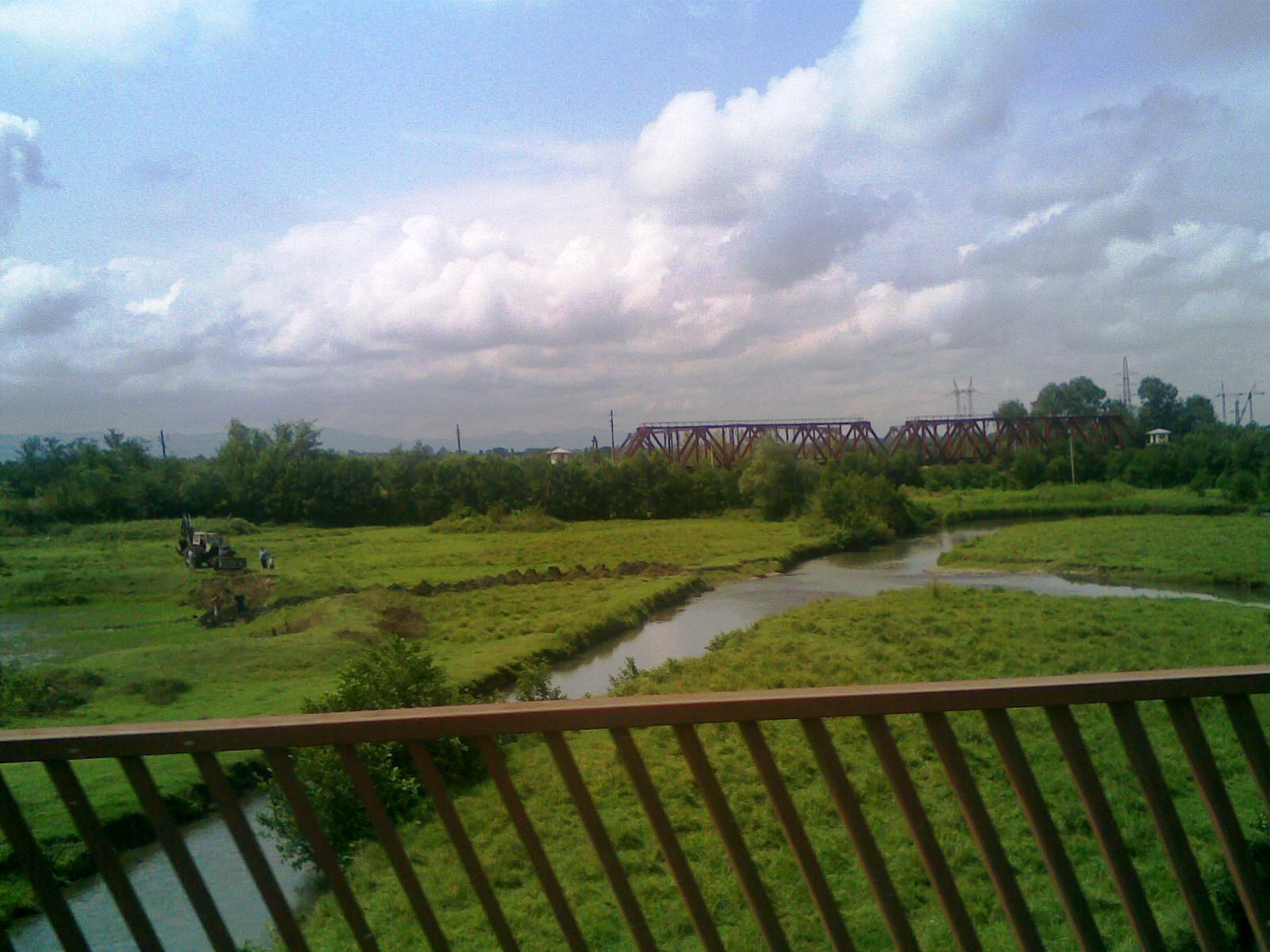
Rio Noguela

Agátias deriva o antigo nome Onoguris de um ramo dos hunos, os onogures, que havia sido derrotado neste lugar pelos colcos e, portanto, a cidade recebeu o nome deles. De acordo com ele, havia uma igreja na cidade dedicada a Santo Estêvão, em honra a quem a cidade foi renomeada. O comandante sassânida Mermeroes havia fortificado esta cidade durante seu malsucedido Cerco de Arqueópolis. Os bizantinos cercaram sem sucesso o forte em 554-555.

## Identificação
Kaukhchishvili (1963) liga o nome Onoguris com o da Montanha Unagira e localiza a cidade a meio caminho entre Tsiquegoji-Arqueópolis no oeste e Cutáissi no leste. Também identifica a cidade com a fortaleza Ucimério (também Utimereu). Durante a expedição a Arqueópolis (Nocalaquevi) na década de 1980, escavações arqueológicas foram realizadas na Fortaleza de Abedati (em georgiano: აბედათის ციხესიმაგრე), Martevili, e trabalhos de pesquisa posteriores ligaram-no a Onoguris. No entanto, Pailodze (2003) e Lomitashvili (2003) criticaram separadamente essa identificação. Lekvinadzehas assim como Braund & Sinclair (2000) identificaram a cidade com a vila moderna de Sepieti, baseada em uma inscrição grega do século VI ou VII abordando Santo Estêvão em uma basílica lá. Pailodze (2003) relatou restos não escavados na colina de Cuntsi e sugeriu que fossem possíveis restos de Onoguris. Há também um rio nas proximidades, o rio Noguela (Tsquenistscali). Em 2015, uma pequena equipe da Expedição Anglo-Georgiana a Arqueópolis realizou uma escavação do local que chamaram de Cuntsistsique ("a fortaleza de Cuntsi") que fortalece a identificação, embora digam que mais estudos são necessários para chegar a uma conclusão.